# Claudio Herrera Alamos
Claudio Enrique Herrera Alamos (Santiago de Chile, 1949), abogado y diplomático chileno. Ha sido embajador de Chile en Sudáfrica entre los años 2004 y 2009; y de Venezuela entre los años 2009 y 2014.

## Biografía
Herrera, de profesión abogado y doctorado en Relaciones Internacionales, se tituló como jurista en 1973 en la Universidad de Chile y en 1981 en la Universidad Complutense de Madrid.
Durante su larga trayectoria profesional se ha desempeñado como docente en la Universidad de Alcalá de Henares de España. Funcionario del Centro de Formación en Ciencia Naturales en Madrid; Consultor externo del Centro Internacional para el Desarrollo (CID) y para el Fondo Internacional para la Promoción de la Cultura (FIPC) de la Unesco.
Entre los años 1990-1995 fue funcionario de la Agencia de Cooperación Internacional de Chile (GCI) y desde 1996 hasta 2001 se encargó de la oficina Nacional del Programa Bolívar en Chile, proyecto del Banco Interamericano de Desarrollo (BID).
Ha sido abogado externo y consultor de diversas empresas nacionales y extranjeras en las áreas de inversión, recursos naturales, comercio internacional, turismo y servicios en general.
Herrera se desempeñó como asesor jurídico del Consejo Nacional para el Control de Estupefacientes (CONACE) y ha sido profesor del Centro de Estudios Internacionales de la Universidad Arturo Prat.
El 2004 es designado embajador de Chile en Sudáfrica durando así entre los años 2004 y 2009; y de Venezuela entre el 2009 y el 2014.